# Cuarteto Pavel Haas
El Cuarteto Pavel Haas es un cuarteto de cuerda checo que fue fundado en el año 2002. Su primer álbum con los segundos cuartetos de Haas y Janáček ganó en 2007 el premio Gramophone de música de Cámara. El crítico de Gramophone David Fanning describe su música como "sencilla pero llena de sangre". Su grabación de los Cuartetos de Cuerda Op. 106 & 96 de Dvořák ganó el Premio de "Grabación del Año" de Gramophone en 2011.

## Formación

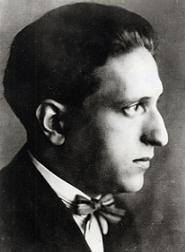
Pavel Haas

La primera violinista Veronika Jarůšková se inspiró para formar el cuarteto después de asistir a conciertos del Cuarteto Škampa en el que su marido Peter Jarůšek era el violonchelista. Ella reclutó a otros intérpretes en Praga, algunos de los cuales habían estudiado con los mismos profesores. Inicialmente, el grupo consistía, además de Jarůšková, en Kateřina Gemrotová (segundo violín), Pavel Nikl (violista) y Lukáš Polák (violonchelista). Después de su formación, Polák decidió irse, por lo que los dos cuartetos terminaron intercambiando violonchelistas, con el marido de Jarůškova uniéndose al Cuarteto Haas y Polák uniéndose al Cuarteto Škampa. Más tarde, la segunda violinista (Gemrotová) fue reemplazada por Marie Fuxová, quien en septiembre de 2008 fue reemplazada por Eva Karová, el miembro más joven del grupo, con 25 años de edad (en noviembre de 2009); el mayor solo tenía 33 años. En julio de 2012, Karová fue reemplazada por Marek Zwiebel como segundo violinista.
El cuarteto lleva el nombre del compositor checo Pavel Haas (1899-1944), que fue deportado de Checoslovaquia en 1941, inicialmente encarcelado en el campo de concentración de Terezin, y finalmente murió en Auschwitz. Aunque consciente de la importancia de las circunstancias de los últimos años de Haas, el grupo no tuvo la intención de hacer una declaración sobre el Holocausto, sino que seleccionó el nombre principalmente por su importancia para la música checa y en particular por sus tres cuartetos de cuerda, todos de los cuales han grabado. Jarůšková ha dicho: "Conocemos personalmente a la hija de Pavel Haas. No le gusta hablar de la época anterior a la guerra. Nos mostró algunos papeles y un libro que escribió sobre ella cuando nació". Jarůšek agregó: "Ella también nos mostró las críticas. Todas las de su Segundo cuarteto fueron malas".

## Mentores
El cuarteto que ha estudiado y trabajado con los miembros del Quartetto Italiano, Cuarteto Mosaïques, Cuarteto Borodin, y el Cuarteto Amadeus. Otros mentores importantes incluyen a Walter Levin (fundador del Cuarteto LaSalle) y, particularmente, del miembro del Cuarteto Smetana, el viola Milán Škampa, quien trabajó con el grupo durante un período de muchos años. Jarůšková ha dicho, "una vez le pregunté a Milán Škampa que me enseñara a construir un cuarteto, y cómo vivir la vida de un cuarteto. Él me dijo: 'Es la más hermosa prisión en el mundo de la música.'"

## Trayectoria
Durante 2006-2007 el grupo se presentó en Francia, Alemania, Italia y Gran Bretaña, incluso en el Musée du Louvre, París, Alte Oper Frankfurt y Philharmonie Essen.
En 2007–2008 hicieron más giras de conciertos, después de que fueron nominados por la Colonia Philharmonie como una de las "Rising Stars" de los European Concert Hall (ECHO). Actuaron en el Konzerthaus de Viena, el Mozarteum de Salzburgo, el Concertgebouw de Ámsterdam, el Palais des Beaux-Arts de Bruselas, la Cité de la Musique de París, la Colonia Philharmonie, el Festspielhaus de Baden-Baden, el Konserthuset de Estocolmo, el Birmingham Symphony Hall y en el Carnegie Hall, y el Weill Recital Hall de Nueva York.
Desde septiembre de 2007 hasta septiembre de 2009, el cuarteto participó en el programa de la BBC Radio 3, New Generation Artists. Este programa selecciona anualmente de seis a siete jóvenes artistas y conjuntos de todo el mundo para hacer grabaciones de la BBC para su transmisión y también patrocina una serie de conciertos en el Reino Unido. Esta relación resultó en la grabación del grupo de tres cuartetos de cuerda de Beethoven (Op. 18 No.4, Op. 95 y Op. 135).
En el verano de 2009 el grupo viajó a Japón actuando en Tokio, Nagoya y Musashino y grabando los dos Cuartetos de Janáček y el Tercer cuarteto de Haas para la televisión NHK. De Japón continuaron a Australia con conciertos en Sídney, Adelaida, Perth, Newcastle, Melbourne y Hobart, donde presentaron las actuaciones de estreno mundial del String Quartet No. 2 (2009) del compositor australiano Paul Stanhope.
En el otoño de 2009 se presentaron en el Reino Unido, Suiza y Alemania. Un concierto en Bonn el 20 de septiembre incluyó el Haydn String Quartet en re menor, op. 76, No. 2 ("Fifths") y el Dvořák String Quintet en mi bemol mayor, op. 97 (con la violista Masumi Per Rostad del Cuarteto Pacifica). La actuación fue grabada por Deutsche Welle y está disponible para su descarga.
La gira europea fue seguida por otra gira a los Estados Unidos con actuaciones en Filadelfia, Middlebury, Vermont, Houston, Texas, y Worcester, Massachusetts.  
En la temporada 2017/18, el cuarteto debuta en el Musikverein de Viena, la Elbphilharmonie Hamburg, la Pierre Boulez Saal Berlin y el National Concert Hall de Taipéi. Interpretan el Concierto de Martinů para Cuarteto de cuerda y orquesta con la Orquesta Filarmónica de Essen bajo Tomáš Netopil en los conciertos de apertura de la orquesta. También actúan en el Wigmore Hall, Concertgebouw Ámsterdam, LG Arts Center Seul, SWR Schwetzinger Musikfestspiele y hacen una gira por los Estados Unidos y Asia.

## Premios y recepción crítica
El grupo ganó en 2004 el premio "Vittorio E. Rimbotti" en Florencia. Su contrato de grabación con Supraphon vino de ganar el Concurso de Primavera de Praga en mayo de 2005, y resultó en cuatro CD (ver Grabaciones). El grupo recibió otro impulso temprano al ganar el Primer Lugar en el concurso Paolo Borciani en Italia, en junio de 2005. El grupo también recibió una beca Special Ensemble del Fideicomiso Borletti-Buitoni en 2010.
Además de su primer CD, que ganó el Gramophone Award en 2007 como la mejor grabación de música de cámara del año, su segundo CD con el Primer cuarteto de Janáček y el Primer y Tercer cuartetos de Haas fue seleccionado por Gramophone como "Elección del Editor" ". Rob Cowan, el crítico, escribió: "Describir un CD como musicalmente importante es proponer cierto nivel de controversia ..., pero voy a jugarme el cuello y reclamar una importancia extrema para este lanzamiento ... Este es un excelente lanzamiento que merece no solo disfrutar de la gloria de su predecesor, sino también compartirla ". Su tercer disco Supraphon con los dos Cuartetos de Prokófiev (Nº 1 en si menor, Op. 50 y No. 2 en Fa mayor, Op. 92) y su Sonata para dos violines, op. 56, también fue seleccionado por Gramophone como "Elección del Editor" y fue descrito por el crítico David Gutman como "perfecto".
En abril de 2011, el crítico Jan Smaczny propuso la interpretación grabada del último cuarteto de cuerda de Dvořák (N ° 13 en Sol mayor, Op. 106) para "CD Review: Building a Library" de la BBC Radio 3 como su máxima recomendación personal.
Su interpretación de los Cuartetos de cuerda de Dvořák No. 12 'Americano' y No. 13 fue galardonada con el premio Gramophone Chamber Music y el premio más codiciado, la grabación del año en 2011. The Sunday Times comentó: "Su versión del Cuarteto 'Americano' se sitúa junto a las mejores actuaciones en disco."
El cuarteto ganó el mismo premio en 2014 por su grabación del Cuarteto de cuerda de Schubert 'La muerte y la doncella' y el Quinteto de cuerda con el violonchelista Danjulo Ishizaka. 
Su grabación de los Cuartetos de cuerda de Smetana Nos. 1 y 2 recibió un Premio de la revista de música de la BBC y un Premio de cámara de música de Gramophone en 2015. Esta es la cuarta vez que el cuarteto ha recibido este prestigioso premio, y Gramophone comentó: "Su sonido es, como siempre, inmediatamente reconocible, en parte debido a la gran riqueza de timbre pero también al sentido de cuatro personalidades en juego ... a veces es difícil creer que estás en presencia de solo cuatro intérpretes, tan intenso es el sonido."
Su grabación del Dvorak's String Quintet No. 3 con el viola y exmiembro Pavel Nikl y el Piano Quintet No. 2 con Boris Giltburg se lanzó en 2017.

## Grabaciones
- 2006:  Supraphon SU 3877-2 131 (1 CD; DDD; 57 min, 35 sec)
  - Works:
    - Janáček: String Quartet No. 2, "Intimate Letters"
    - Haas: String Quartet No. 2, "From the Monkey Mountains"

  - Colin Currie, percussion; Kateřina Gemrotová, second violin
  - Gramophone review
  - 2007 Gramophone Award for Chamber
  - BBC Music Magazine "Chamber Choice"; review (enlace roto disponible en Internet Archive; véase el historial, la primera versión y la última).
- 2007: Supraphon SU 3922-2 131 (1 CD; DDD; 54 min, 42 sec)
  - Works:
    - Janáček: String Quartet No. 1, after Tolstoy's "Kreutzer Sonata"
    - Haas: String Quartet No. 1
    - Haas: String Quartet No. 3

  - Marie Fuxová, second violin
  - Gramophone review ("Editor's Choice")
  - BBC Music Magazine review (enlace roto disponible en Internet Archive; véase el historial, la primera versión y la última).
- 2009: BBC Music Magazine BBC MM305 (1 CD; DDD; 68 min, 19 sec)[19]
  - Works:
    - Beethoven: String Quartet Op. 18 No. 4
    - Beethoven: String Quartet Op. 135
    - Beethoven: String Quartet Op. 95 ("Quartetto serioso")

  - Eva Karová, second violin (Op. 18 No. 4, Op. 135)
  - Marie Fuxová, second violin (Op. 95)
  - BBC Music Magazine Cover CD, May 2009 (available only with magazine subscription)
- 2009: Deutsche Welle (mp3 for download; 52 min 55 sec)
  - Grabado el 20 de septiembre de 2009 en el Beethoven-Haus, Bonn.
  - Works:
    - Haydn: String Quartet in D minor, Op. 76, No. 2 ("Fifths")
    - Dvořák: String Quintet in E-flat major, Op. 97

  - Masumi Per Rostad, viola (Dvořák)
- 2010: Supraphon SU 3957-2 (1 CD; DDD; 60 min, 22 sec)[20]
  - Works:
    - Prokófiev: String Quartet No. 1 in B minor, Op. 50 (1930–31)
    - Prokófiev: Sonata for Two Violins in C major, Op. 56 (1932)
    - Prokófiev: String Quartet No. 2 in F major, Op. 92, on Kabardinian themes (1941)

  - Gramophone review ("Editor's Choice") Diapason d'Or 2010.
- 2010: Supraphon SU 4038-2 131 (1 CD; DDD; 63 min, 14 sec)
  - Works:
    - Dvořák: String Quartet No. 12, Op. 96
    - Dvořák: String Quartet No. 13, Op. 106

  - BBC Radio 3 critic Jan Smaczny's top choice among recorded performances
  - Won "Recording of the Year" as well as top chamber music recording at the 2011 Gramophone Awards.
- 2013: Supraphon SU 4110-2 (2 CD; DDD; 37 min, 51 sec and 53 min 51 sec)
  - Works:
    - Schubert: String Quartet No. 14 in D minor, "Death and the Maiden"
    - Schubert: String Quintet in C Major, with Danjulo Ishizaka, cello
- 2015: Supraphon SU 4172-2 
  - Works:
    - Smetana: String Quartet No. 1 in E Minor, "From My Life"
    - Smetana: String Quartet No. 2 in D Minor.